# Hooper Crags
Die Hooper Crags sind ein 5 km langer Gebirgskamm in der Royal Society Range des Transantarktischen Gebirges im ostantarktischen Viktorialand. Er ragt entlang der Südflanke des Foster-Gletschers auf.
Das Advisory Committee on Antarctic Names benannte ihn 1963 nach Leutnant Benjamin F. Hooper von der United States Navy, Hubschrauberpilot der Flugstaffel VX-6 auf der McMurdo-Station im antarktischen Winter 1960.